# دايفيد جاكسون
دايفيد جاكسون (بالإنجليزية: David Jackson)‏ هو عازف ساكسفون وملحن بريطاني، ولد في 15 أبريل 1947 في Stamford, Lincolnshire ‏ في المملكة المتحدة.

## وصلات خارجية
- الموقع الرسمي
- دايفيد جاكسون على موقع ميوزك برينز (الإنجليزية)
- دايفيد جاكسون على موقع ديسكوغز (الإنجليزية)